# Can Rosàs
Can Rosàs és un mas del municipi de Santa Eulàlia de Ronçana (Vallès Oriental) inclòs en l'Inventari del Patrimoni Arquitectònic de Catalunya.

## Descripció
Davant el cos principal hi ha un pati encerclat per murs perimetrals que formen un barri tancat, amb dos portals d'accés del mateix moment, tal com ens ho indiquen les dates gravades en els portals: 1669. Juntament amb l'existència d'espitlleres de defensa són els elements característics d'una construcció de defensa. La façana és simètrica; el cantó esquerra fa com una mesa de corba. Al centre de la façana hi ha el portal dovellat amb un escut amb la inscripció IHS, que es repeteix a altres llindes. Té molts cossos annexes a la part posterior, així com edificacions de nova construcció pel bestiar.

## Història
La primera referència coneguda d'un membre Rosàs és a través d'uns capítols matrimonials de l'any 1280. Al llarg del segle xv apareix sovint, per exemple, en un plet entre dos veïns l'any 1410 i també en un censal de mort del 1466 apareix Joan Rosàs com a cap de casa. Apareix també al llarg dels segles xvi i xvii, en el fogatge de 1553; és l'època de construcció de la casa segons la llinda amb la data de 1571. El barri tancat possiblement és del segle xvii (portals amb la data de 1669). En aquest moment apareixen documentats dos germans al consell de la Baronia de Montbui, com a perseguidors de bandolers. A partir del segle xviii va haver Vidal-Rosàs i Rosàs-Vidal.